# Дженифър Л. Арментраут
Дженифър Л. Арментраут (на английски: Jennifer L. Armentrout) е американска писателка на произведения в жанра любовен роман, паранормален любовен роман, фентъзи и романтичен трилър. Пише и еротична литература под псевдонима Джей Лин (на английски: J Lynn).

## Биография и творчество
Дженифър Л. Арментраут е родена на 11 юни 1980 г. в Мартинсбърг, Западна Вирджиния, САЩ.
Започва да пише през 2007 г. Първият ѝ роман „Полукръвна“ от поредицата „Завет“ е публикуван през 2011 г.
Първият ѝ любовен роман „Обсидиан“ от тийнейджърската поредица „Лукс“ е издаден през 2011 г. Той и поредицата стават бестселъри. Предпочетен е за екранизация от „Сиера Пикчърс“.
Дженифър Л. Арментраут живее със семейството си в ферма край Мартинсбърг.

## Произведения

### Като Дженифър Л. Арментраут

#### Самостоятелни романи
- Cursed (2012)[1]
- Don't Look Back (2014)
- The Dead List (2015)
- Scorched (2015)
- The Problem with Forever (2016)
- Till Death (2017)
- If There's No Tomorrow (2017)

#### Поредица „Заветът“ (Covenant)
1. Half-Blood (2011)[1]
Полукръвна, изд. „Егмонт България“, София (2022), ISBN 978-954-272-860-3
2. Pure (2012)
Чистокръвни, изд. „Егмонт България“, София (2022), ISBN 978-954-272-914-3
3. Deity (2012)
Божества, изд. „Егмонт България“, София (2023), ISBN 978-954-272-950-1
4. Apollyon (2013)
Аполион, изд. „Егмонт България“, София (2023), ISBN 978-954-273-004-0
5. Sentinel (2013)
Пазител, изд. „Егмонт България“, София (2023), ISBN 978-954-273-056-9

##### Съпътстващи издания
- Daimon (2011) – предистория
- Elixir (2012) – новела

#### Поредица „Лукс“ (Lux)
1. Obsidian (2011)
Обсидиан, изд. „Егмонт България“, София (2014), прев. Ирена Алексиева
2. Onyx (2012)
Оникс, изд. „Егмонт България“, София (2014), прев. Кристина Георгиева
3. Opal (2012)
Опал, изд. „Егмонт България“, София (2014), прев. Мартин Янков
4. Origin (2013)
Основа, изд. „Егмонт България“, София (2014), прев. Мартин Янков
5. Opposition (2014)
Отпор, изд. „Егмонт България“, София (2014), прев. Кристина Георгиева
6. Oblivion (2015) Новели "Обсидиан", "Оникс", "Опал" (Фен превод)

##### Съпътстващи издания
- Shadows (2012) – предистория[1]

#### Поредица „Арум“ (Arum)
1. Obsession (2013)

#### Поредица „Тъмни елементи“ (Dark Elements)
1. White Hot Kiss (2014)
2. Stone Cold Touch (2014)
3. Every Last Breath (2015)

##### Съпътстващи издания
- Bitter Sweet Love (2013) – предистория[1]

#### Поредица „Нечестив“ (Wicked)
1. Wicked (2014)[1]
2. Torn (2016)
3. Brave (2017)

##### Съпътстващи издания
- The Prince (2018) – новела
- The King (2019) – новела
- The Queen (2020) – новела
  - Трите новели се съдържат в The Summer King Bundle (2020) (част от поредицата 1001 Dark Nights)

#### Поредица „Титан“ (Titan)
1. The Return (2015)[1]
2. The Power (2016)
3. The Struggle (2017)

#### Поредица „Произход“ (Origin)
1. The Darkest Star (2018)[1]
2. The Burning Shadow (2019)
3. The Brightest Night (2020)

#### Поредица „Дьо Винсент“ (de Vincent)
1. Moonlight Sins (2018)[1]
2. Moonlight Seduction (2018)
3. Moonlight Scandals (2019)

#### Поредица „Предвестникът“ (TheHarbinger)
1. Storm and Fury (2019)
Буря и ярост, изд. „ИнфоДАР“, София (2022), прев. Мариана Христова, ISBN 978-619-244-064-0
2. Rage and Ruin (2020)
 Ярост и разруха, изд. „ИнфоДАР“, София (2024), ISBN 978-619-244-093-0
3. Grace and Glory (2021)  Слава и Благодат, изд. „ИнфоДАР“, София (2024), ISBN 978-619-244-114-2

#### Поредица „Кръв и пепел“ (Blood and Ash)
1. From Blood And Ash (2020)[1]
От кръв и пепел, изд. „Егмонт България“, София (2021), прев. Цветелина Тенекеджиева, ISBN 978-954-272-596-1
2. A Kingdom of Flesh and Fire (2020)
Кралство на плът и пепел, изд. „Егмонт България“, София (2021), прев. Цветелина Тенекеджиева, ISBN 978-954-272-640-1
3. The Crown of Gilded Bones (2021)
Корона от позлатени кости, изд. „Егмонт България“, София (2021), прев. Цветелина Тенекеджиева, ISBN 978-954-272-671-5
4. The War of Two Queens (2022)
Войната на две кралици, изд. „Егмонт България“, София (2022), прев. Цветелина Тенекеджиева, ISBN 978-954-272-800-9
5. A Soul of Flash and Blood (2023) Душа от пепел и кръв, изд. „Егмонт България“, София (2023), прев. Цветелина Тенекеджиева, ISBN 978-954-273-111-5
6. The Primal Of Blood And Bone (2024)

#### Поредица „Плът и огън“ (Flesh and Fire)
1. A Shadow in the Ember (2021)[1]
Сянка в жарта, изд. „Егмонт България“, София (2022), ISBN 978-954-272-697-5
2. A Light in the Flame (2022)
Светлина в пламъка, изд. „Егмонт България“, София (2023), ISBN 978-954-272-948-8
3. A Fire In The Flesh (2023) Огън в плътта, изд. „Егмонт България“, София (2024), ISBN 978-954-273-231-0
4. Born Of Blood And Ash (2024) Родена от кръв и пепел, изд. „Егмонт България“, София (2025), ISBN 978-954-273-470-3

#### Свързваща книга към поредиците „Кръв и пепел“ (Blood and Ash) и „Плът и огън“ (Flesh and Fire)
5.5  A Vision Of Flesh And Blood (2024)
 Видения от плът и кръв, изд. „Егмонт България“, София (2024), ISBN 978-954-273-332-4

### Като Джей Лин

#### Самостоятелни романи
- Unchained (2012)[2]
- Treble Damages (2012)
- Life's not a Beach (2013)
- Frigid (2013)

#### Поредица „Братя Гембъл“ (Gamble Brothers)
1. Tempting the Best Man (2012)[2]
2. Tempting the Player (2012)
3. Tempting the Bodyguard (2014)

#### Поредица „Ще те чакам“ (Wait For You)
1. Wait for You (2013)[2]
Ще те чакам, изд. „Егмонт България“, София (2014), прев. Елка Виденова
2. Be With Me (2014)
Бъди с мен, изд. „Егмонт България“, София (2014), прев. Гергана Дечева
3. Stay With Me (2014)
4. Fall with Me (2015)
5. Forever with You (2015)
6. Fire in You (2016)

- Trust in Me (2013)
- Dream Of You (2015)

### Екранизации
- 2016 The Return – кратък видео филм